# Pasteurización solar
La pasteurización solar es un proceso de pasteurización empleado sobre ciertos líquidos (fundamentalmente aguas) cuya fuente de calor y esterilización proviene de la energía solar. La idea es calentar agua hasta llegar a una temperatura de 65 °C (temperatura a partir de la cual un 80% de la población de microorganismos se ve reducida). El Dr. Bob Metcalf junto con David Ciochetti estudió durante el comienzo de los 1980s el beneficio de realizar el proceso de pasteurización mediante energía solar térmica, (siendo su tesis doctoral). En este estudio encontraron que si se calentaba agua contaminada en una jarra con fondo negro, tanto las bacterias como los rotavirus (las principales causas de diarrea severa en los niños) se desactivaban a la temperatura de 60 °C.
Otro estudiante, Negar Safapour, encontró que se podía pasteurizar agua con un recipiente portable de color negro y que podía llevar a los 55 °C una cantidad de agua. En 1992, Dale Andreatta -- un Ph.D. candidato en "mechanical engineering" en la University of California, Berkeley -- creó un indicador de pasteurización de agua que denominó WAPI.